# Station Mikołów Jamna
Station Mikołów Jamna is een spoorwegstation in de Poolse plaats Mikołów.